# Wspólnota administracyjna Sünching
Wspólnota administracyjna Sünching – wspólnota administracyjna (niem. Verwaltungsgemeinschaft) w Niemczech, w kraju związkowym Bawaria, w rejencji Górny Palatynat, w regionie Ratyzbona, w powiecie Ratyzbona. Siedziba wspólnoty znajduje się w miejscowości Sünching, a jej przewodniczącym jest Erwin Rist.
Wspólnota administracyjna zrzesza cztery gminy wiejskie (Gemeinde): 
- Aufhausen, 1 748 mieszkańców, 27,32 km²
- Mötzing, 1 692 mieszkańców, 36,18 km²
- Riekofen, 767 mieszkańców, 24,00 km²
- Sünching, 1 967 mieszkańców, 19,42 km²